# Урінігін
Урінігін (Урнігар) (шум. 𒌨𒆸; XXII ст. до н. е.) — 1-й володар Четвертої Династії Уруку.

## Життєпис
Про його предків обмаль відомостей, можливо був родичем Амар-гіріда, що повстав проти аккадського царя Нарам-Суена наприкінці правління останнього. Спочатку носив титул енсі (намісника). Втім зрештою скористався поразками нового акадського царя Шаркалішаррі від ґутіїв і зумів здобути самостійність. До 2170-х років до н. е. Урук під орудою Урінігіна став наймогутнішою державою Південної Месопотамії. 
Згідно зі списком шумерських царів:

«В Уруку Ур-Нігін став правителем і правив 7 років».
Йому спадкував його син Ур-Ґіґір.